# Góry Stryjowieckie
Góry Stryjowieckie (ukr. Гори-Стрийовецькі, Hory-Stryjowećki) – wieś na Ukrainie, w  obwodzie tarnopolskim,w rejonie tarnopolskim.
Do 2020 w rejonie zbaraskim.